# Садківська сільська рада (Шумський район)
Садкі́вська сільська́ ра́да — адміністративно-територіальна одиниця та орган місцевого самоврядування в Шумському районі Тернопільської області. Адміністративний центр — село Садки.

## Загальні відомості
- Територія ради: 15,62 км²
- Населення ради: 575 осіб (станом на 2001 рік)
- Територією ради протікає річка Кума

## Населені пункти
Сільській раді підпорядковані населені пункти:
- с. Садки

## Склад ради
Рада складається з 14 депутатів та голови.
- Голова ради: Шум Анатолій Андрійович
- Секретар ради: Миколайчук Лариса Дмитрівна

### Керівний склад попередніх скликань
| Прізвище, ім'я, по батькові | Основні відомості                                                 | Дата обрання | Дата звільнення |
| --------------------------- | ----------------------------------------------------------------- | ------------ | --------------- |
| Шум Анатолій Андрійович     | Сільський голова, 1959 року народження, освіта вища, безпартійний | 26.03.2006   | 31.10.2010      |
| Шум Анатолій Андрійович     | Сільський голова, 1959 року народження, освіта вища, безпартійний | 31.10.2010   |                 |

Примітка: таблиця складена за даними сайту Верховної Ради України

### Депутати
За результатами місцевих виборів 2010 року депутатами ради стали:

#### За суб'єктами висування
| Суб'єкт висування          | Кількість обраних депутатів | %  |
| -------------------------- | --------------------------- | -- |
| Громадянська партія «Пора» | 7                           | 50 |
| Самовисування              | 7                           | 50 |

#### За округами
| № округу                   | Прізвище, ім'я, по батькові     | Дата визнання обраним | Освіта             | Партійна приналежність           | Відомості про обраного депутата                   |
| -------------------------- | ------------------------------- | --------------------- | ------------------ | -------------------------------- | ------------------------------------------------- |
| Громадянська партія «ПОРА» |                                 |                       |                    |                                  |                                                   |
| 2                          | Морозюк Володимир Леонідович    | 05.11.2010            | середня            | член Громадянської партії «ПОРА» | ТОВ «Шумськ-Агро», тракторист                     |
| 3                          | Миколайчук Віктор Володимирович | 05.11.2010            | незакінчена вища   | член Громадянської партії «ПОРА» | тимчасово не працює                               |
| 6                          | Кунинець Ніна Андріївна         | 05.11.2010            | середня спеціальна | член Громадянської партії «ПОРА» | Садки фельдшерсько-акушерський пункт, завідувачка |
| 8                          | Трощанський Василь Миколайович  | 05.11.2010            | середня            | член Громадянської партії «ПОРА» | тимчасово не працює                               |
| 10                         | Сосна Василь Григорович         | 05.11.2010            | середня            | член Громадянської партії «ПОРА» | тимчасово не працює                               |
| 12                         | Помернюк Лариса Василівна       | 05.11.2010            | середня спеціальна | член Громадянської партії «ПОРА» | Садківська сільська рада, бухгалтер               |
| 13                         | Миколайчук Лариса Дмитрівна     | 05.11.2010            | вища               | член Громадянської партії «ПОРА» | Садківська сільська рада, секретар                |
| Самовисування              |                                 |                       |                    |                                  |                                                   |
| 1                          | Луцюк Руслана Володимирівна     | 05.11.2010            | вища               | позапартійна                     | тимчасово не працює                               |
| 4                          | Кащук Тарас Анатолійович        | 05.11.2010            | незакінчена вища   | позапартійний                    | тимчасово не працює                               |
| 5                          | Неручок Юрій Іванович           | 05.11.2010            | середня            | позапартійний                    | тимчасово не працює                               |
| 7                          | Шум Юрій Анатолійович           | 05.11.2010            | незакінчена вища   | позапартійний                    | тимчасово не працює                               |
| 9                          | Неручок Василь Леонтійович      | 05.11.2010            | середня            | позапартійний                    | пенсіонер                                         |
| 11                         | Клим'юк Микола Дмитрович        | 05.11.2010            | середня спеціальна | позапартійний                    | Центральна бібліотечна система, бібліотекар       |
| 14                         | Долинський Ярослав Петрович     | 05.11.2010            | середня спеціальна | позапартійний                    | Великодедеркальський ККП, директор                |